# Trichobyrrhulus fabbrii
Trichobyrrhulus fabbrii is een keversoort uit de familie pilkevers (Byrrhidae). De wetenschappelijke naam van de soort is voor het eerst geldig gepubliceerd in 1998 door Allemand.